# 中部圏・近畿圏直下地震
中部圏・近畿圏直下地震は、中部地方中西部・南西部及び近畿地方で発生することが危惧されている直下型地震。2007年(平成19年)に内閣府が公表した資料「中部圏、近畿圏直下の地震の 震度分布の公表について」によると、検討対象となった都道府県は、兵庫県南部・淡路島北部、京都府中部・南部、大阪府全域、和歌山県北部、奈良県北部、滋賀県西部・中東部、三重県北部、岐阜県南部、愛知県中部・西部となっている。

## 検討対象となった活断層
以下に活断層名、その活断層で想定される最大のマグニチュードを示す。
| No | 断層名                   | 想定最大マグニチュード | No | 断層名                                      | 想定最大マグニチュード |
| -- | ------------------------ | ---------------------- | -- | ------------------------------------------- | ---------------------- |
| 1  | 伊那谷断層帯             | 8.0                    | 22 | 大鳥居断層帯                                | 7.1                    |
| 2  | 清内路峠断層帯           | 7.4                    | 23 | 湖北山地断層帯北西部                        | 7.2                    |
| 3  | 木曽山脈西縁断層帯主部   | 7.6                    | 24 | 琵琶湖西岸断層帯                            | 7.8                    |
| 4  | 佐見断層帯               | 7.2                    | 25 | 花折断層帯                                  | 7.4                    |
| 5  | 白川断層帯               | 7.3                    | 26 | 奈良盆地東縁断層帯                          | 7.4                    |
| 6  | 赤河断層帯               | 7.1                    | 27 | 京阪奈丘陵撓曲断層帯                        | 7.0                    |
| 7  | 恵那山-猿投山北断層帯    | 7.7                    | 28 | 京都西山断層帯                              | 7.5                    |
| 8  | 猿投-高浜断層帯          | 7.6                    | 29 | 生駒断層帯                                  | 7.5                    |
| 9  | 武儀川断層               | 7.3                    | 30 | 上町断層帯                                  | 7.6                    |
| 10 | 加木屋断層帯             | 7.4                    | 31 | 上林川断層                                  | 7.2                    |
| 11 | 伊勢湾断層帯主部         | 7.5                    | 32 | 三峠断層                                    | 7.2                    |
| 12 | 白子-野間断層            | 7.0                    | 33 | 山田断層帯主部                              | 7.4                    |
| 13 | 養老-桑名-四日市断層帯   | 7.7                    | 34 | 御所谷断層帯                                | 7.2                    |
| 14 | 布引山地東縁断層帯東部   | 7.6                    | 35 | 大阪湾断層帯                                | 7.5                    |
| 15 | 養老山地西縁断層帯       | 7.0                    | 36 | 養父断層帯                                  | 7.0                    |
| 16 | 鈴鹿東縁断層帯           | 7.6                    | 37 | 山崎断層帯主部                              | 8.0                    |
| 17 | 布引山地東縁断層帯西部   | 7.4                    | 38 | 中央構造線断層帯(金剛山地東縁-和泉山脈南縁) | 7.8                    |
| 18 | 柳ヶ瀬・関ヶ原断層帯主部 | 7.7                    | 39 | 中央構造線断層帯(紀淡海峡-鳴門海峡)         | 7.5                    |
| 19 | 鈴鹿西縁断層帯           | 7.6                    |    |                                             |                        |
| 20 | 頓宮断層                 | 7.3                    |    |                                             |                        |
| 21 | 名張断層帯               | 7.3                    |    |                                             |                        |

## 検証対象から除外された活断層
以下は、過去500年以内に活動した活断層であり 今後100年程度以内に地震が発生する可能性はほとんどないことから除外されている。
- 阿寺断層帯主部
- 濃尾断層帯主部（根尾谷断 層、梅原断層）および温見断 層北西部
- 木津川断層帯
- 三方断層帯
- 花折断層帯北部
- 有馬-高槻断層帯
- 六甲・淡路島断層帯主部
- 中央構造線断層帯　(讃岐山脈南縁-　 石鎚山脈北縁東部)

## 想定震度分布

### 上町断層帯の地震
- マグニチュード7.6
- 最大震度7
- 震度5弱以上が予想される地域：兵庫県南部・淡路島、京都府南部、奈良県北部、滋賀県西部、三重県西部、和歌山県北部、大阪府全域

### 阪神地域直下地震
- マグニチュード6.9
- 最大震度6強
- 震度5弱以上が予想される地域：大阪府全域、奈良県北部、和歌山県北部、兵庫県南東部、京都府南部、滋賀県南西部

### 猿投―高浜断層帯の地震
- マグニチュード7.6
- 最大震度7
- 震度5弱以上が予想される地域：愛知県西部・南東部、静岡県西部、岐阜県南部、三重県北西部、滋賀県東部

### 名古屋市直下地震
- マグニチュード6.9
- 最大震度6強
- 震度5弱以上が予想される地域：愛知県西部・南東部、岐阜県南部、三重県北部

### 加木屋断層帯の地震
- マグニチュード7.4
- 最大震度7

- 震度5弱以上が予想される地域：愛知県西部・南東部、静岡県西部、岐阜県南部、三重県北部・中東部、滋賀県東部

### 養老－桑名－四日市断層帯の地震
- マグニチュード7.7
- 最大震度7
- 震度5弱以上が予想される地域：三重県北部、滋賀県全域、愛知県西部・南東部、岐阜県南西部、京都府南部、福井県の一部地域

### 布引山地東縁断層帯東部の地震
- マグニチュード7.6
- 最大震度7
- 震度5弱以上が予想される地域：三重県全域、奈良県北部、京都府南部、愛知県西部・南東部、滋賀県南部、岐阜県の一部地域

### 花折断層帯の地震
- マグニチュード7.4
- 最大震度7
- 震度5弱以上が予想される地域：京都府南部、滋賀県全域、三重県北部、奈良県北部、大阪府全域、福井県・兵庫県の一部地域

### 奈良盆地東縁断層帯の地震
- マグニチュード7.4
- 最大震度7
- 震度5弱以上が予想される地域：京都府南部、滋賀県全域、三重県北部、奈良県北部、大阪府全域、兵庫県・和歌山県の一部地域

### 京都西山断層帯の地震
- マグニチュード7.5
- 最大震度7
- 震度5弱以上が予想される地域：京都府・滋賀県・大阪府全域、福井県西部、兵庫県東部、三重県北部、奈良県北部、愛知県・岐阜県・和歌山県の一部地域

### 生駒断層帯の地震
- マグニチュード7.5
- 最大震度7
- 震度5弱以上が予想される地域：大阪府全域、京都府南部、滋賀県南部、奈良県北部、三重県・兵庫県・和歌山県の一部地域

### 中央構造線断層帯（金剛山地東縁－和泉山脈南縁）の地震
- マグニチュード7.8
- 最大震度7
- 震度5弱以上が予想される地域：大阪府・奈良県・淡路島全域、兵庫県南東部、京都府南部、滋賀県西部、三重県北部・南部、和歌山県北部、徳島県東部

### 山崎断層帯主部の地震
- マグニチュード8.0
- 最大震度7
- 震度5弱以上が予想される地域：兵庫県・大阪府全域、鳥取県東部、岡山県東部、徳島県・和歌山県・奈良県・滋賀県・福井県の一部地域

## 被害想定
- 最悪の場合、死者は約4万2000人、建物被害は約97万件にまで上ると予想されている。[3]
- 最悪の場合、経済被害額は約33兆円、避難者・避難所生活者は合わせて約410万人、帰宅困難者は約96万人にまで上り、また土砂災害等による道路損傷等により、中山間地域の多くの農業集落が孤立する可能性が高まると考えられている。[4]